# سیارک ۱۲۶۴۹
سیارک ۱۲۶۴۹ (به انگلیسی: 12649 Ascanios، نامگذاری:2035T-3) دوازده هزار و ششصد و چهل و نهمین سیارک کشف شده‌است که در ۱۶ اکتبر ۱۹۷۷ کشف شد.
قدر مطلق سیارک برابر ۱۱٫۶۰ است.